# NGC 2587
NGC 2587 est un amas ouvert,, situé dans la constellation de la Poupe. Il a été découvert par l'astronome britannique John Herschel en 1835.

NGC 2587 est à environ 2 700 pc (∼8 810 al) du système solaire et les dernières estimations donnent un âge de 501 millions d'années. La taille apparente de l'amas est de 10 minutes d'arc, ce qui, compte tenu de la distance, donne une taille réelle maximale d'environ 26 années-lumière. 

Selon la classification des amas ouverts de Robert Trumpler, cet amas renferme moins de 50 étoiles (lettre p) dont la concentration est moyenne (II) et dont les magnitudes se répartissent sur un petit intervalle le chiffre 1).
Une étude photomérique de NGC 2587 portant sur 4406 étoiles de l'amas indique qu'il est à 2,7 ± 0,7 kpc (∼8 810 al) du Soleil et à environ 9,8 kpc (∼32 000 al) du centre de la Voie lactée. Selon cette même étude, la dimension apparente de NGC 2587 est de 8 minutes d'arc et l'étoile brillante (HD 70927) de type spectral F7/8 II près du centre de l'amas ne semble pas en faire partie.   